# 620 до н. е.

## Події
- Початок правління царя Куша (Нубія) Анламані.
- Можливо цього року в Урарту цар Сардурі IV поступився престолом царю Ерімені.[1][2][3]
- За Арістотелем у Мітилені відбулося повстання проти аристократичного роду Пенфілідів[4]

### Астрономічні явища
- 28 березня. Часткове сонячне затемнення.[5]
- 26 квітня. Часткове сонячне затемнення.[5]
- 20 вересня. Часткове сонячне затемнення.[5]
- 20 жовтня. Часткове сонячне затемнення.[5]